# Мале Алексеєвське (Тверська область)
Малое Алексеєвське (рос. Малое Алексеевское) — присілок в Калінінському районі Тверської області Російської Федерації.
Населення становить 7 осіб. Входить до складу муніципального утворення Бурашевське сільське поселення.

## Історія
Від 2005 року входить до складу муніципального утворення Бурашевське сільське поселення.

## Населення
1. Н/Д[2]